# Ayakashi Ayashi – Különös történetek a Tenpou-korból
Az Ayakashi Ayashi – Különös történetek a Tenpou-korból (天保異聞 妖奇士; Hepburn: Tenpō Ibun Ayakashi Ayashi) japán animesorozat, amelynek írója Sho Aikawa és rendezője Hiroshi Nishikiori. A történetben a kaland és természetfeletti témák vegyülnek a történelmi elemekkel. Sokszor vonnak párhuzamot a Túlvilágot jelentő „Másik Világ”, és a tiltott Nyugat között.
A sorozat 25 epizódot ért meg és öt darab „Ayakashi Ayashi: Ayashi színjáték” című OVA feldolgozást.

## Történet
1843-ban a feudális Tenpó korszakban, 10 évvel azt megelőzően, hogy Matthew Perry megérkezik Japánba, Edo városát megtámadják az alvilág szellemei, a Yōi (妖夷, Yōi vagy youi) néven ismert szörnyek, akiket az emberi indulat és a Másik Világ együttes ereje hoz létre.
A fürdőházban dolgozó Yukiatsuban megvan az a titokzatos Ayagami hatalom, ami képessé teszi, hogy a dolgok mögött megtalálja az igaz valójukat rejtő szavakat, amiket ki tudnak használni harcban a youik ellen, ezért az egyik ellenük küzdő csoport, a Bansha Aratamesho a soraikba hívja, hogy egy füst alatt ezzel egyben tagja legyen a Nyugati Nyomozó Hivatalnak is.

## Szereplők

### Bansha Aratamesho Ayashi
Ryoudou Yukiatsu (竜導往壓, Ryūdō Yukiatsu)
- Japán hangja: Keiji Fujiwara.

A főszereplő, 39 éves. Egy Hatamoto szamuráj fia, de elhagyta otthonát 25 évvel ezelőtt. Ő az egyetlen személy aki meglátogatta a "Másik Világot" és vissza is tért onnan.
Atoruban, a zöld szemű külhoni lányban önmagát látja, azt az embert, aki mindig menekülne az emberi lét szenvedései elől- a Másik Világba.
Ogasawara Houzaburou (小笠原放三郎, Ogasawara Hōzaburō)
- Japán hangja: Tokuyoshi Kawashima.

A Bansha Aratamesho 20 éves vezetője.
Edo Genbatsu (江戸元閥, Edo Genbatsu)
- Japán hangja:Shinichiro Miki.

Egy női ruhában járó Sintó pap. Különböző lőfegyvereket használ.
Ám egy nap látszólag a bajtársból áruló lesz mikor szembesül egy magát Nyugatiaknak nevező csoporttal, akik azt hirdetik, hogy ők a titokzatos Déli Dinasztia leszármazottai, tehát isteni eredetűek. (Japánban a császári családot sokáig isteni természetűnek tekintették.) Mivel Edo pap, így "megadja magát az érveiknek", és mikor Yukiatsu egy velük szembeni harcban félig sárkánnyá változik, a Nyugatiaktól kapott démonölő karddal leszúrja. A többi Ayashi halottnak hiszi elesett barátjukat, a rejtélyes csoport tovább mesterkedik, hogy a sógun nemsokára megszülető gyermeke egy youi-val a testében jöjjön világra, ami aztán később szörnnyé változva elpusztítja a világot.
Yukiatsu azonban egyszer csak felbukkan, mégpedig újra az emberi testében. Kiderül, hogy Edo csak a sárkány énjét ölte meg, az emberit nem. Ráadásul a "végzetes" szúrás előtt még figyelmeztette is Yukiatsut, hogy használja az ayagamiját, hogy a kívánt eredményt érjék el a karddal. Így a csapat újra teljes létszámú.
Saizou (宰蔵, Saizō)
- Japán hangja: Michi Nino.

Egy fiatal lány aki fiúruhában jár, mivel apja színésznek nevelte, de nő nem játszhat színpadon. Papírlegyezővel harcol és azzal az erővel született, hogy képes előadni a rejtélyes táncot, ami mágnesként vonzza a Yōi-kat.
Abi (アビ, Abi)
- Japán hangja: Rikiya Koyama.

A törzse harmóniában élt a természettel, nem fizettek adót senkinek és nem bíráskodhattak felettük a városlakók. A youikkal szinte napi kapcsolatban álltak, mert gyakran látták őket. Nem harcoltak velük, hanem elfogadták a jelenlétüket. Ha egy elhullott youira találtak ettek a húsából, de nem vadásztak rájuk hanem tisztelték őket.
A férfi azért hagyta el a klánját, mert annak idején a szemtanúja volt, hogy egy hatalmas youi a karjában magával viszi imádott lánytestvérét Ninai-t. Azt hitte, hogy elrabolták és felhagyott hegyi ember életmódjával és Ayashi lett, hogy bosszút álljon a testvérén. Ez hajtotta a youik ellen, míg egy nap valaki azt nem mondja, hogy elevenen látta Ninait, aki a hatalmas youi felesége lett és világra hozta annak gyermekét is: egy zöld, rózsaszín dudorokkal borított formátlan youit.
Ninai elmondja neki, hogy maga hívta a szellemet, mert gyűlölte a hegyi emberek hazátlan vándorlását, akiknek minden nap élelmet és szállást kellett keresniük, a konfliktusok elől pedig tovább vonulnak. Ahhoz hogy a Másik Világban élhessen, egyesülnie kellett egy youival.

## Más szereplők
Atl, vagy (アトル) Atoru
- Japán hangja: : Fumiko Orikasa

Egy gyönyörű azték lány, aki egy cirkuszban dolgozott. Nagyon érzékeny a világ igazságtalanságaira, és mikor fölébe nőnek ezek az érzések elkezd vágyódni a Másik Világba, ahol nincs szenvedés.
A Nyugatiak az ő vágyainak erejét használják fel, hogy előbb egy hatalmas youit teremtsenek, majd megnyissák a kaput a Másik Világba.
Kumoshichi (雲七)
- Japán hangja:Yuji Ueda

Yukiatsu barátja, akit rajta kívül senki nem látott, mivel egy általa kreált youi volt, de miután összeolvadt egy másik szellemmel Quetzalcoatl-lal, egy beszélő ló alakját vette fel.
A Nyugatiak (西のもの, Nishi no Mono)
Álarcos gonosztevők csoportja, a jelenlegi császárság megdöntésére törekszenek. Yukiatsuhoz hasonlóan ők is képesek használni az Ayagamit, leírt varázsszavakkal Youit teremteni sőt irányítani is. Szerintük a youik az Égi Istenek vértezetei voltak, amit akkor öltöttek fel, mikor alászálltak ebbe, a számukra mocskos a világba.
A vezetőjük egy Akamatsu nevű férfi, akinek X alakú sebhely van az arcán.
A Nyugatiak rövid időre látszólag a maguk oldalára állítják Edo Genbatsu-t, aki leszúrja Yukiatsut.
Kawanabe Kyousai (河鍋暁斎), vagy más néven Shūzaburō (甲斐周三郎, Kai Shūzaburō)
- Japán hangja: Minami Takayama

Fiatal festő, akit rövid időre elragadott a Másik Világ, mikor egy fejet vélt látni a folyóban úszni és lemerült érte.
Erősen vonzódik Atoruhoz, saját bevallása szerint még nem látott nála gyönyörűbb nőt. A történet előrehaladása során azonban kénytelen szembesülni vele, hogy ő maga képtelen bármit is nyújtani a lánynak és megkéri Yukiatsut, hogy viselje a gondját.

## Zenéi

### Nyitó téma
1. "Ryuusei Miracle (流星ミラクル)" ikimonogakari előadásában (1-12 epizódok)
2. "LONE STAR" Captain Straydum előadásában (13-25 epizódok)

### Záró téma
1. "Winding Road" a Porno Graffitti előadásában (1-12 epizódok)
2. "Ai Toiu Kotoba (愛という言葉)" Saki előadásában (13-25 epizódok)

## Ayakashi Ayashi: Ayashi színjáték (OVA)
Az „Ayakashi Ayashi: Ayashi színjáték” (Ayakashi Ayashi: Ayashi Divine Comedy ) hat hónappal az első sorozat eseményeit követően játszódik. Yukiatsu, az Ayagami hatalom letéteményese visszatér társaival, hogy együtt harcoljanak a youi nevű alvilági szörnyek ellen. A csata kimenetele nemcsak Yukiatsu, de az Ayashik sorsát is meghatározza.
A film 24 perces, 5 epizódot tartalmaz 2007. augusztus 22-én hozták forgalomba.